# Deák Ferenc tér (Budapests tunnelbana)
Deák Ferenc tér är en tunnelbanestation i Budapests tunnelbana som är uppkallad efter Ferenc Deák och ligger under Deák Ferenc tér. Det är den största knutpunkten samt tunnelbanecentralen i Budapest och sammanlagt tre linjer går förbi stationen. Tre spårvagnslinjer ansluter samt ett flertal busslinjer. Linje M1 invigdes redan år 1896, linje M2 1970 samt linje M3 1976. Den ursprungliga stationen för linje M1 från 1896 används numera av Budapests tunnelbanemuseum Földalatti Múzeum där bl.a. gamla tunnelbanevagnar finns uppställda. Museet har entré från en underjordisk gång i station Deák Ferenc tér. Linje M1 har fått en helt ny perrong på ett annat ställe i den stora tunnelbanecentralen. 

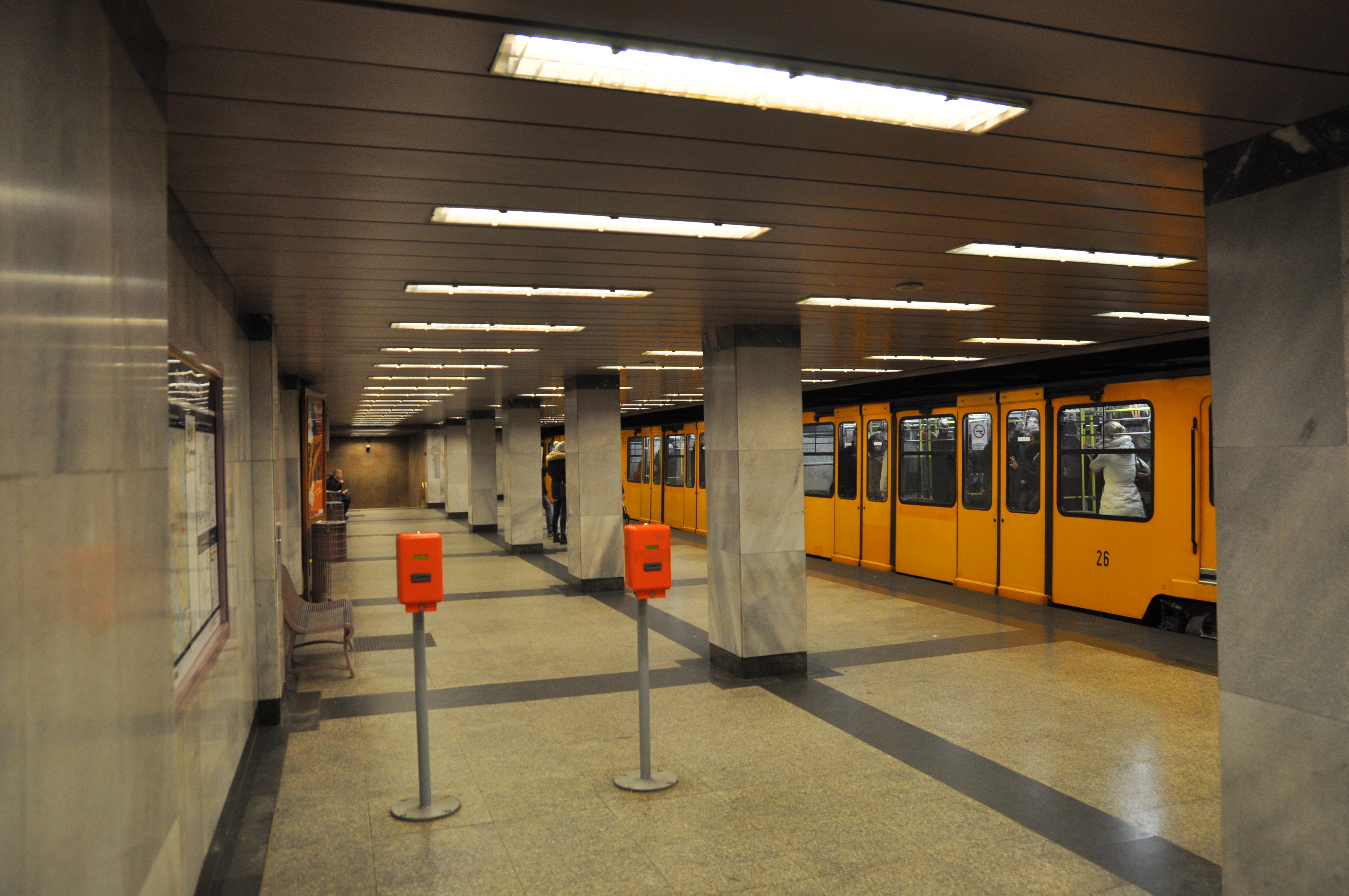
Linje M1
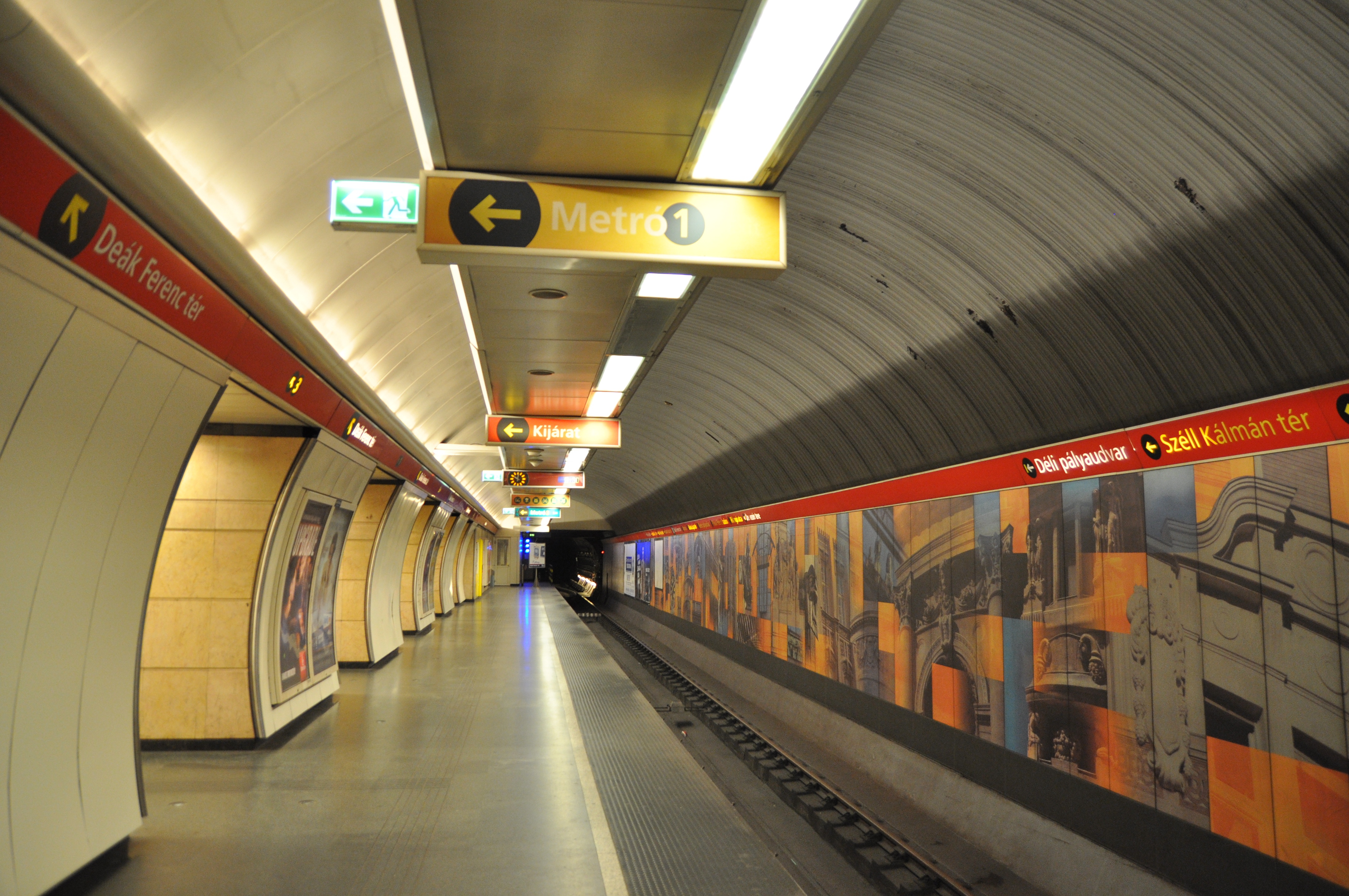
Linje M2
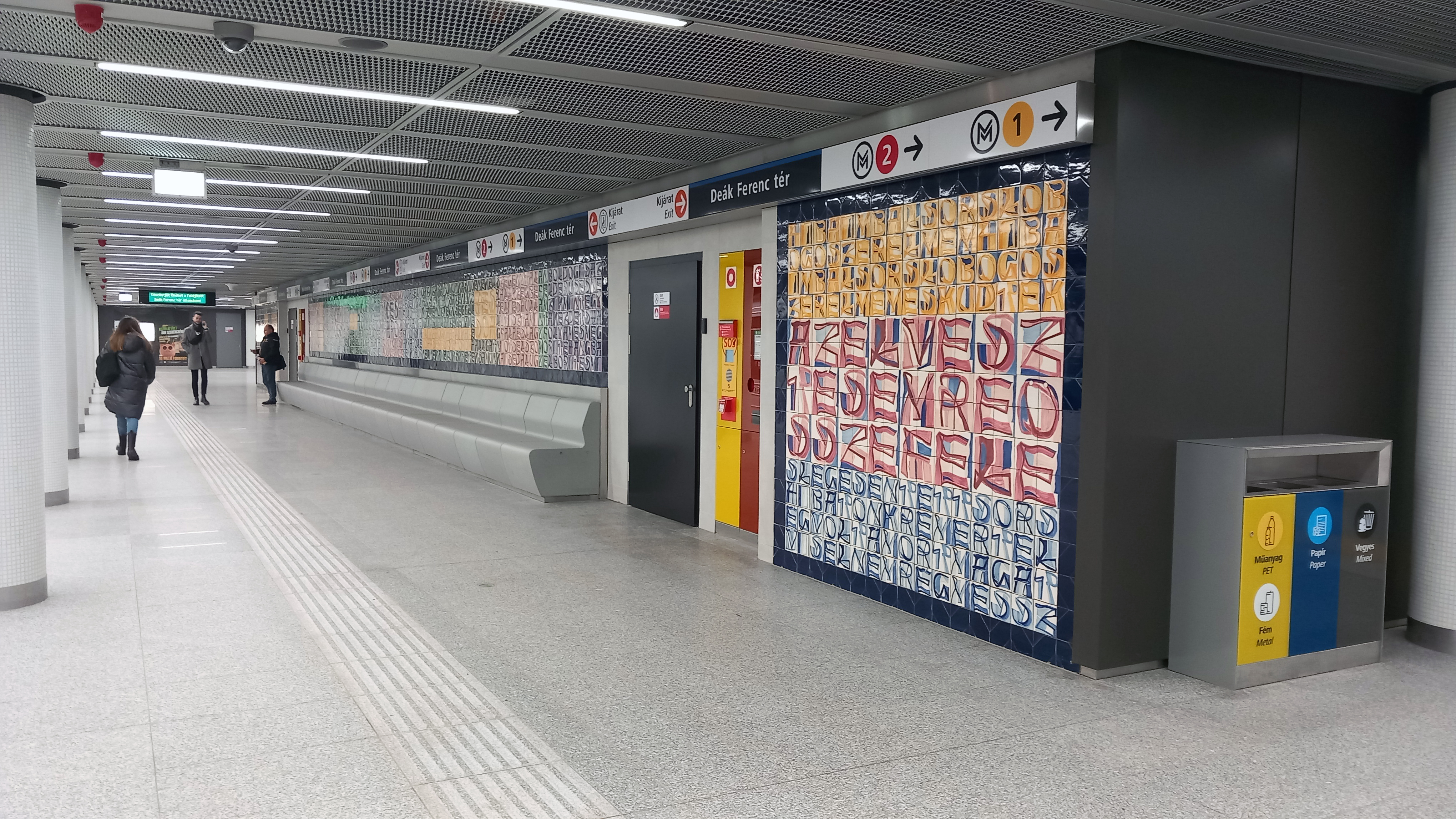
Linje M3
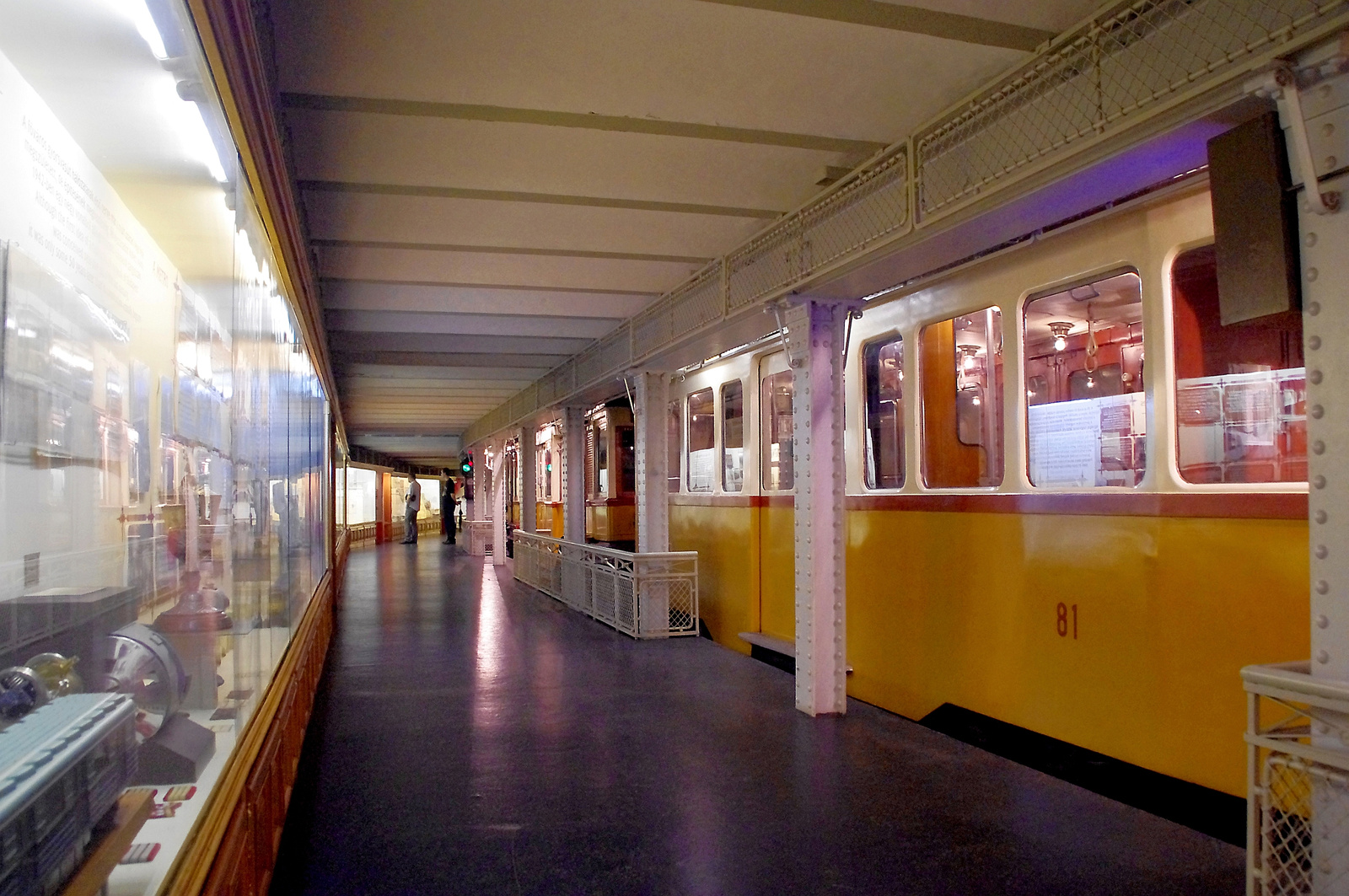
Metromuseum Földalatti Múzeum

- Vörösmarty tér ← Deák Ferenc tér → Mexikói út
- Örs vezér tere ← Deák Ferenc tér → Déli pályaudvar
- Kőbánya-Kispest ← Deák Ferenc tér → Újpest-Központ